# توماس هاينز (محامي)
توماس هاينز (بالإنجليزية: Thomas Hines)‏ هو قاضي ومحامي أمريكي، ولد في 8 أكتوبر 1838 في مقاطعة بتلر في الولايات المتحدة، وتوفي في 23 يناير 1898 في فرانكفورت في الولايات المتحدة.